# Serrat del Serafí
El Serrat del Serafí és una serra situada al municipi de la Quar a la comarca del Berguedà, amb una elevació màxima de 909 metres.